# Володимир Мономах (срібна монета)
«Володи́мир Монома́х» — пам'ятна срібна монета номіналом 10 гривень, випущена Національним банком України, присвячена великому київському князю Володимиру Мономаху (1113—1125 рр.) — видатному давньоруському державному та політичному діячу, автору низки законів і славнозвісного «Повчання», адресованого дітям, організатору успішних походів проти половців, за часів правління якого в Київській Русі припинилися князівські міжусобиці, почався новий етап розквіту культури і мистецтва.
Монету введено в обіг 22 листопада 2002 року. Вона належить до серії «Княжа Україна».

## Опис монети та характеристики
| Номінал грн. | Метал            | Маса, г      | Діаметр, мм | Якість виготовлення | Гурт     | Тираж, штук |
| ------------ | ---------------- | ------------ | ----------- | ------------------- | -------- | ----------- |
| 10           | срібло 925 проби | 31,1 / 33,62 | 38,61       | пруф                | рифлений | 3 000       |

### Аверс
На аверсі монети в обрамленні давньоруського орнаменту, відтвореного за мотивами окладу рукописної книги часів княжої доби, розміщено малий Державний Герб України та стилізовані написи: «2002», «УКРАЇНА», «10», «ГРИВЕНЬ», а також логотип Монетного двору, позначення металу, його проби — «Ag 925» та вага в чистоті — «31,1».

### Реверс

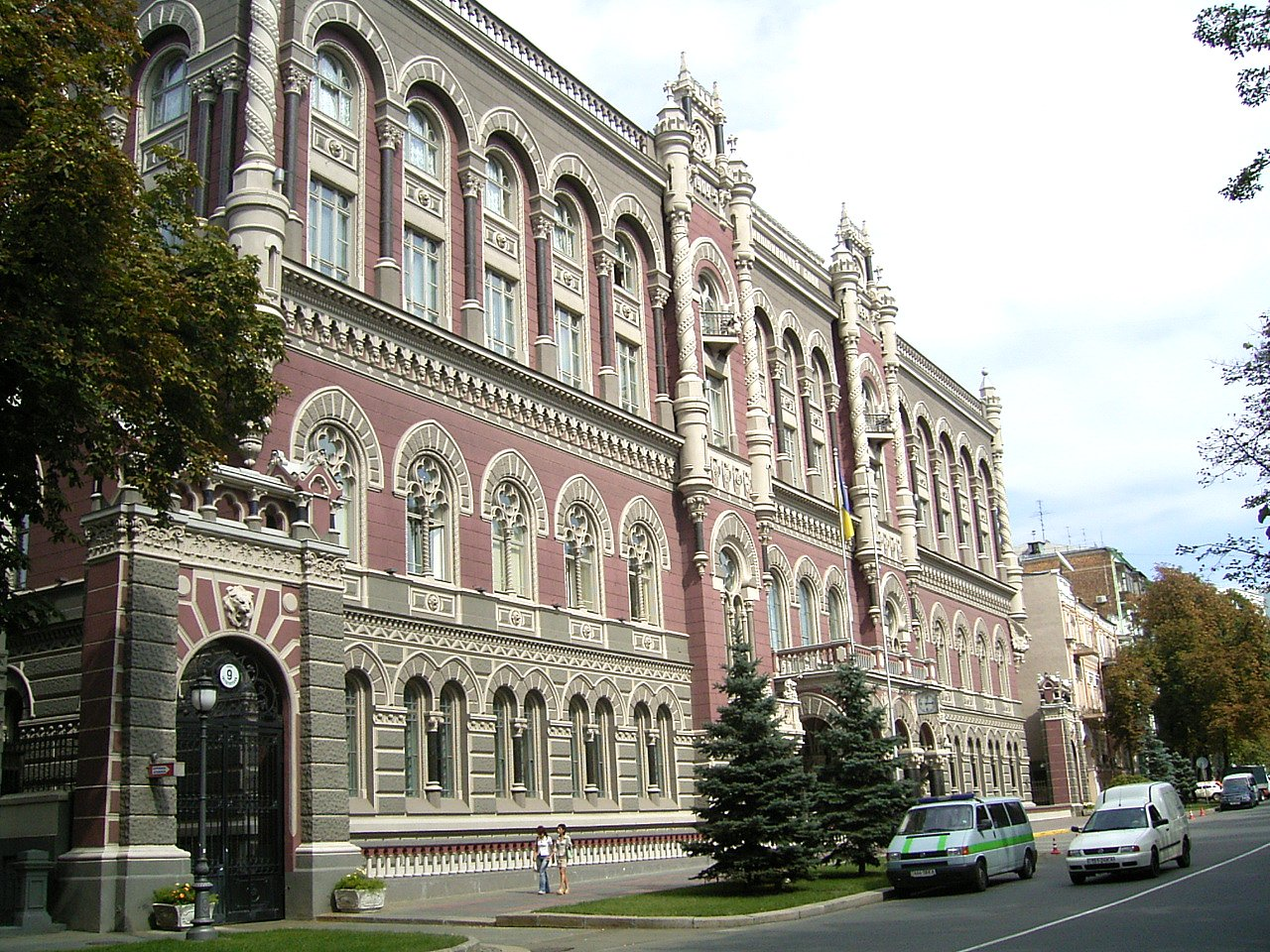
Будівля Національного банку України

На реверсі монети на тлі будівель давньоруського міста зображено погрудний портрет князя з фоліантом у руках, праворуч від нього — Георгій Змієборець, а також стилізовані написи: «ВОЛОДИМИР 1113 МОНОМАХ 1125» (угорі) та в два рядки: «КНЯЖА», «УКРАЇНА» (унизу).

## Автори
- Художники: Козаченко Віталій, Таран Володимир, Харук Олександр, Харук Сергій.
- Скульптори: Атаманчук Володимир, Дем'яненко Володимир.

## Вартість монети
Ціна монети — 575 гривень була вказана на сайті Національного банку України в 2012 році.
Фактична приблизна вартість монети, з роками змінювалася так:
| Рік        | 2010  | 2011  | 2012  | 2013  | 2014  | 2015  | 2016  | 2017  | 2018  | 2019  | 2020  | 2021  | 2022  | 2023  | 2024   | 2025   |
| ---------- | ----- | ----- | ----- | ----- | ----- | ----- | ----- | ----- | ----- | ----- | ----- | ----- | ----- | ----- | ------ | ------ |
| Ціна, грн. | 2 300 | 2 300 | 2 300 | 2 300 | 2 000 | 2 650 | 3 700 | 4 500 | 3 700 | 3 600 | 3 700 | 4 200 | 4 500 | 4 850 | 10 800 | 10 900 |